# Ар'я-самадж
 «Ар'я-самадж» — реформаторський рух  Даянанди Сарасваті, ашвамедгі розглядається як алегорія або ритуал, спрямований на підключення до «внутрішнього сонця» (прани) людини . Даянанда у своєму «Вступі до коментарів на Веди» («Introduction to the commentary on the Vedas») відкинув класичні середньовічні коментарі Вед Саяни, Магідгари і Увати як збочені і «протилежні істинному змісту Вед» . Він представив абсолютно символічну інтерпретацію обряду: «Імперія подібна коневі, а її піддані - іншим, більш нижчим тваринам» . 

## Ідеологія
Гаслом Ар'я-самадж було «Назад до вед». Цей реформаторський рух увібрав у себе багато від ісламу і християнства і був спробою перетворити пасивну ведійську культуру на агресивну місіонерську релігію. У цій організації дослідники вбачають зародження індуського націоналізму.
Дотримуючись Даянанди, «Ар'я-самадж» заперечує сам факт існування доведантичного ритуалу, стверджуючи, що саме слово, що означає «жертвоприношення коня» не зустрічається в Самгітах . Свамі Сатья Пракаш Сарасваті стверджує, що перераховані жертовні тварини є такими ж символічними як і список людських жертв в Пурушамеджі . Інші коментатори допускають існування жертвоприношень, але відкидають уявлення про співлежання цариці з мертвим конем. 
«Всесвітній Ґаятрі парівар» починаючи з 1991 року організовує «сучасний варіант» ашвамедги, при проведенні якої замість справжнього коня використовується статуя. Відповідно до газети «Hinduism Today», в яґ'ї, проведеній в період з 16 по 20 квітня 1994  в Читракуті, Мадгья-Прадеш взяли участь мільйони людей . У подібних сучасних яґ'ях, що здійснюються в контексті алегоричній інтерпретації ритуалу, тварин не вбивають і відсутня сексуальна конотація, а релігійними мотиваціями виступають молитва, подолання перешкод у житті, перемога над ворогами, досягнення процвітання і благополуччя, позбавлення від боргів.